# OK. Respira (singolo)
OK. Respira è un singolo della cantante italiana Elodie, pubblicato il 9 dicembre 2022 come quinto estratto dall'album omonimo.

## Descrizione
Il brano è stato scritto dalla stessa cantante assieme a Joan Thiele, Federica Abbate, Jacopo Èt, Leonardo Grillotti, Federico “Merk” Mercuri, Joe Kremont, Eugenio Maimone, con la produzione di Itaca. Dal punto di vista musicale si interfaccia con le sonorità dance pop, mentre il testo affronta differenti tematiche sia di carattere autobiografico che anche sociale, tra cui la consapevolezza di se stessi e i diritti civili, citando Rosa Parks, attivista del movimento per i diritti civili degli afroamericani.

## Accoglienza
Recensendo il brano per All Music Italia, Fabio Fiume ha assegnato un punteggio di 7 su 10 a OK. Respira, definendo l'artista «la più contemporanea» del panorama italiano grazie alla sua capacità di «congiunzione fra una ricerca di suoni e possibilità melodica, [...] che uno, ascoltandola, ne segue tutte le evoluzioni». Fiume ha inoltre apprezzato «l'innesto di fiati nelle sintetizzazioni» nell'arrangiamento, trovando la cantante «sempre riconoscibile nell'interpretazione». Alvise Salerno, del medesimo sito, si è soffermato sul significato del testo, definendolo «un mantra, è un'esortazione a fermarsi per concedersi il proprio tempo», in cui Elodie «racconta l'importanza di valorizzarsi, celebra la propria indipendenza e l'amore per se stessi».
Gabriele Fazio dell'Agenzia Giornalistica Italia ha definito il singolo come una «autoserenata pop», sebbene non resti particolarmente colpito dal testo del brano.

## Video musicale
Il video, diretto da Giampaolo Sgura, è stato reso disponibile in concomitanza con il lancio del singolo attraverso il canale YouTube della cantante.

## Tracce
Testi e musiche di Elodie Di Patrizi, Joan Thiele, Federica Abbate, Jacopo Èt, Leonardo Grillotti, Federico Mercuri, Giovanni Cremona, Eugenio Maimon e Itaca.
1. OK. Respira – 2:41

## Classifiche
| Classifica (2022) | Posizione massima |
| ----------------- | ----------------- |
| Italia            | 45                |